# 小行星5334
小行星5334（英語：5334 Mishima）是一颗围绕太阳公转的小行星。1991年2月8日，秋山万喜夫、古田俊正在裾野市发现了此天体。
这颗小行星的绝对星等为55.21429等。